# Класки, Арлин
Арлин Филлис Класки (англ. Arlene Phyllis Klasky; род. 26 мая 1949, Омаха) — американский дизайнер, аниматор, телевизионный продюсер и соучредитель Klasky-Csupo вместе с Габором Чупо. В 1999 году была в топе «25 лучших женщин в анимации» по версии Animation Magazine. Принимала участие в создании детского мультсериала «Ох уж эти детки».

## Творчество
После изучения анимации в Калифорнийском институте искусств, Класки получила свой первый опыт в качестве дизайнера вывесок и логотипов. В музыкальной индустрии она отличилась тем, что нарисовала логотип A&M Records.
Класки, будучи исполнительным продюсером, участвовала в создании таких мультсериалов, как «Ох уж эти детки», «Дикая семейка Торнберри», «ААА! Настоящие монстры» и другие.

## Личная жизнь
Прежде чем создать анимационную компанию, Арлин была замужем за Габором Чупо. В браке у них было двое сыновей — Джарретт и Брэндон. Подав на развод в 1995, она снова вышла замуж. Однако бывшие супруги до сих пор являются деловыми партнерами.